# Stade du 24-Février-1956
Le stade du 24-Février-1956 (en arabe : ملعب 24 فيفري 1956) est un stade de football situé à Sidi Bel Abbès à en Algérie. Le stade a une capacité de 45 000 places et accueille toutes les rencontres de l'USM Bel Abbès.
L'inauguration a eu lieu le 19 juin 1981 à l'occasion de la finale de la Coupe d'Algérie 1981.

## Histoire
Inauguré le 19 juin 1981, il remplace le vieux stade de la ville, le Stade des trois frères Amarouche (ex. Stade Paul André, et avant Stade des Oliviers).

## Matches Importants
| Date              | Match                          | Résultat | Type                                        |
| ----------------- | ------------------------------ | -------- | ------------------------------------------- |
| 19 juin 1981      | USK Alger - ASC Oran           | 2 - 1    | Coupe d'Algérie 1980-1981 (finale)          |
| 17 septembre 1985 | Arabie Saoudite - Yémen du Sud | 0 - 0    | Coupe de Palestine des nations juniors 1985 |
| 19 septembre 1985 | Tunisie - Yémen du Sud         | 2 - 1    | Coupe de Palestine des nations juniors 1985 |
| 21 septembre 1985 | Arabie Saoudite - Tunisie      | 2 - 0    | Coupe de Palestine des nations juniors 1985 |
| 22 janvier 1986   | Algérie - PSV Eindhoven        | 1 - 1    | Amical                                      |

## Galerie

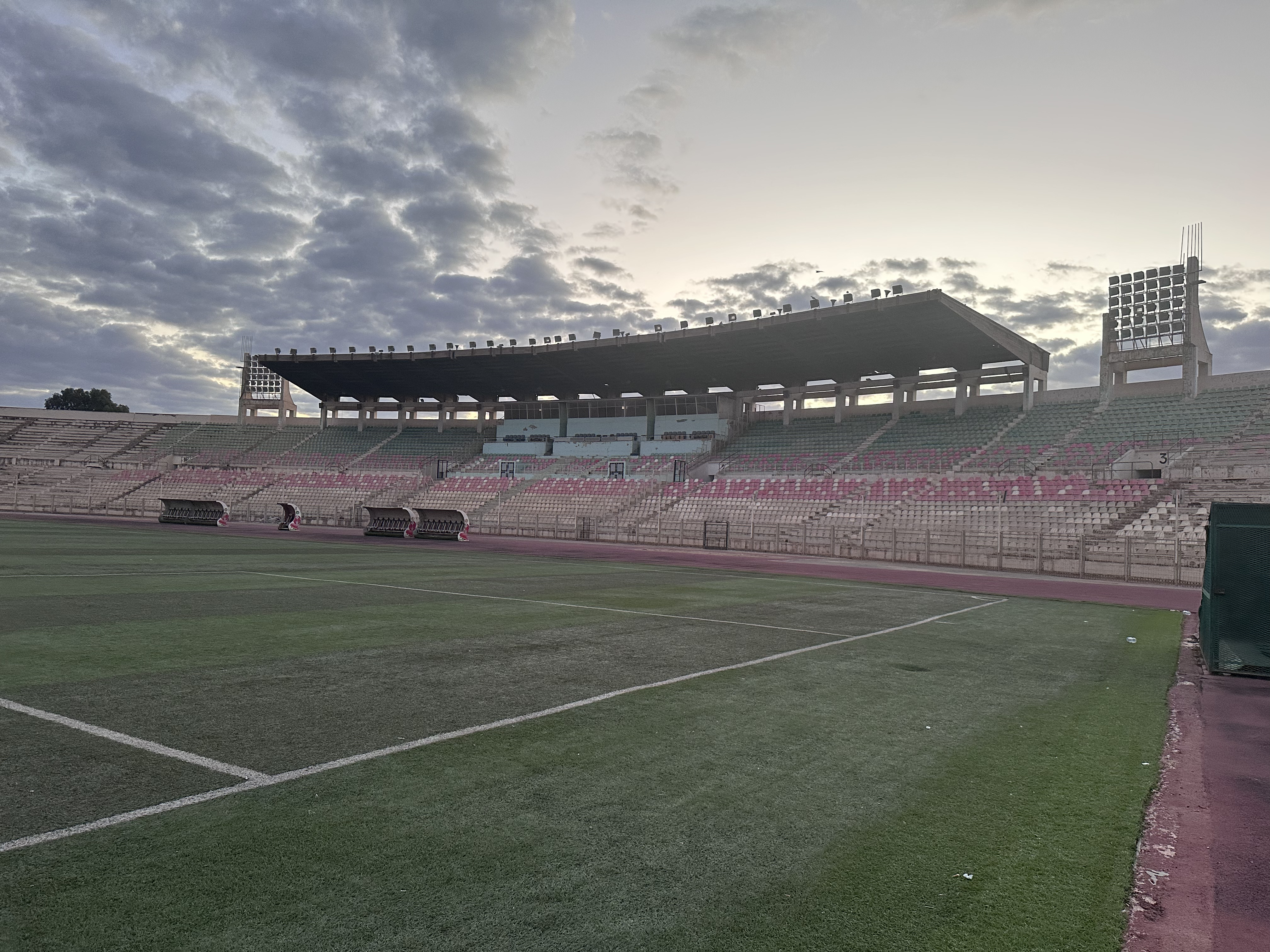
vue de l'intérieur sur la tribune couverte
vue panoramique
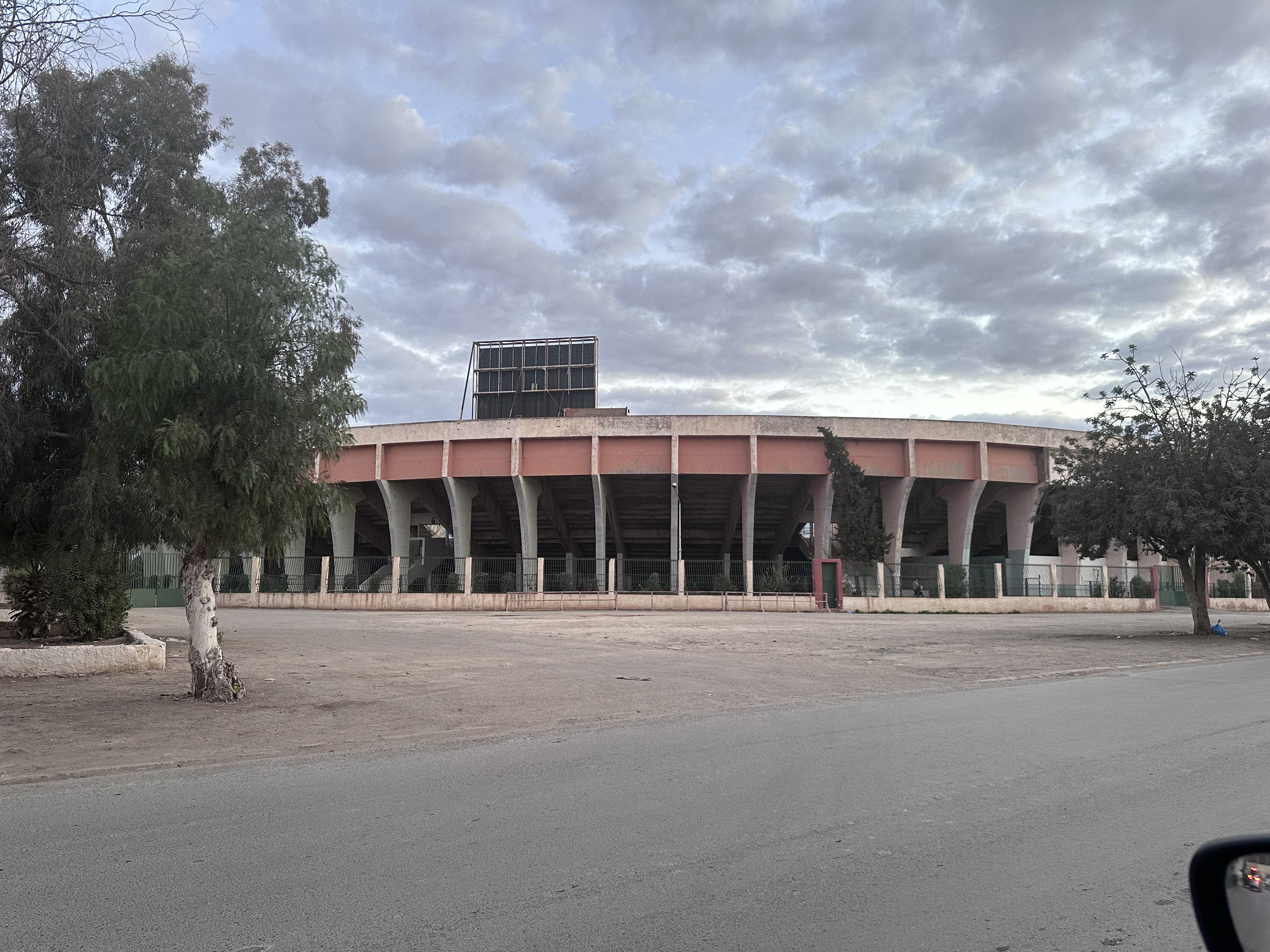
vue de l'extérieur
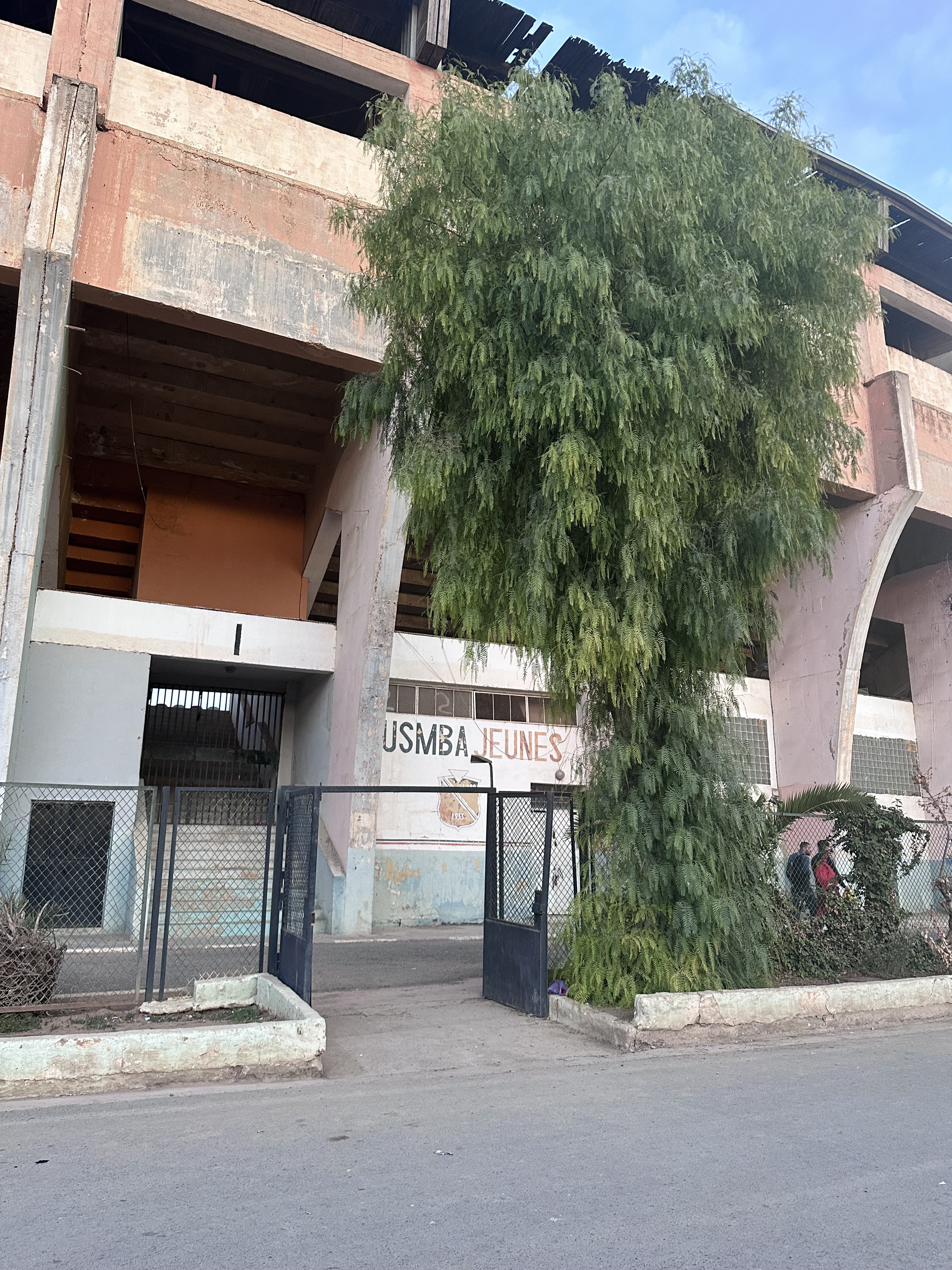
vue d'une des entréees